# مهرانیان آستارا
مهرانیان آستارا یک دودمان ایرانی‌تبار بود که سده‌های طولانی، حکومت موروثی در شمال گیلان داشت. حداقل از سدهٔ هفتم هجری/ سیزدهم میلادی به بعد، حکومت اسپهبدان گیلان به دست مهرانیان آستارا اداره شده است. مهرانیان آستارا در سدهٔ دوازدهم هجری/ هجدهم میلادی همزمان با فروپاشی ایران صفوی، دچار اضمحلال شدند.

## تبار
مهرانیان آستارا همانند مهرانیانِ آلبانیای قفقاز، خود را منتسب به خاندان مهران می‌دانستند. خاندان مهران یکی از هفت خاندان ممتاز ایران باستان است. علی عبدلی از این تشابه و نزدیکی نتیجه گرفته که مهرانیان آستارا، بازماندگان مهرانیان ارّان هستند. آنان پس از این که آلبانیای قفقاز را از دست دادند، به سراغ مملکت اسپهبد آمده و حکومت آن را به دست گرفتند.

## قرون وسطی
تاریخ ظهور و بروز مهرانیان آستارا نامشخص است. نخستین حاکم شناخته‌شده از این سلسله، اسپهبد اسبارمحمد مهرانی است که در سدهٔ هفتم هجری/ سیزدهم میلادی حاکم آستارا بود. حداقل از این تاریخ به بعد، حکومت اسپهبدان به دست مهرانیان آستارا اداره شده است. احتمالاً پس از اسبارمحمد، اسپهبد احمد مهرانی (درگذشتهٔ ۷۱۱ ق. / ۱۳۱۲ م.) به حکومت رسیده‌است. لقب عمومی حاکمان این سرزمین، اسپهبد بوده که به گفتهٔ گای لسترنج، این عنوان از نام خاندان اسپهبد اخذ شده‌است. مهرانیان پیش از مسلمان شدن، بر آیین مهرپرستی بودند. مرکز اصلی حکومت آنان در آستارا بود و وسعت قلمروی آن‌ها در بیش‌ترین حد خود از سرزمین تالش فراتر رفته و شامل دشت مغان نیز می‌شد.

## دوران صفویه
حضور شیخ صفی و فرزندانش در منطقهٔ تالش، زمینه را برای حمایت تالشان از صفویان فراهم کرده بود. ضدیت و تنفر تالشان از شروان‌شاهان، دلیل دیگر گرایش سریع آن‌ها به صفویان بود. مهرانیان آستارا که حاکمان موروثی منطقه بودند، حمایت گسترده‌ای از قیام اسماعیل انجام دادند. به جز سلطان محمد مهرانی حاکم وقت آستارا، مرادخان مهرانی نیز به همراه فرزندانش مهران‌خان و قبادخان از جمله سران نظامی تالش بود که به اسماعیل پیوست. مرادخان، از یک سو با حاکمان قراقویونلو دارای رابطهٔ خویشاوندی بود و از سوی دیگر همسر او با یکی از همسران شیخ حیدر صفوی، دخترخاله بودند. این همسر شیخ حیدر، اصالتاً تالش و از خاندان مهرانی بود.
نافرمانی امیر قبادخان مهرانی حاکم آستارا باعث شد که شاه تهماسب یکم در سال ۹۴۶ ق. حکومت آستارا را به امیر بایندرخان مهرانی اعطا شد. حاصل شورش امیره قباد، صعود خانوادهٔ بایندرخان به اریکهٔ قدرت بود. آن‌ها توانستند قلمروی تالش را از شمال تا دشت مغان، و از جنوب تا جلگهٔ گیلان امتداد دهند و نفرات سپاه آستارا را به ۳٬۰۰۰ تا ۴٬۰۰۰ نفر افزایش دهند. خانوادهٔ بایندرخان در طول سال‌های طولانی حکومت بر تالش، سیستم قدرتمندی را برای گسترش نفوذ خود در دربار ایجاد کردند. به همین منظور، یکی از امرای تالش به نام حمزه سلطان تالش، با ثروت و سپاهیانی که در اختیار داشت، در قزوین — که آن زمان پایتخت ایران بود — مستقر شده بود. بایندرخان از قدرت و اقتدار قابل توجهی برخوردار بود به‌طوری که یکی از مغضوبان شاه به نام احمد سلطان فومنی را به مدت هشت سال در روستای پوته‌سر جای داد بدون آن که ترسی به دل راه دهد. حکومت آستارا و تالش حداقل به مدت یک سده، در نسل فرزندان بایندرخان قرار داشت.

## سرنوشت
مهرانیان در عصر افشاریه تضعیف شده و سرانجام خان‌های لنکران، حکومت تالش را از دستشان خارج کردند. امروزه، خانواده‌های بسیاری در نقاط مختلف تالش، ادعای انتساب به مهرانیان را دارند.